# بخش شچوچانسکی
بخش شچوچانسکی (به لاتین: Shchuchansky District) یک منطقهٔ مسکونی در روسیه است که در استان کورگان واقع شده‌است.